# 木浪利幸
木浪 利幸（きなみ としゆき、1975年7月2日 - ）は、日本のプロキックボクサーである。北海道出身。あだ名は「シャーク」（鮫）であり、旧リングネームは木浪"シャーク"利幸（きなみ・シャーク・としゆき）および輝浪（きなみ）。
第2代NKBウェルター級、第2代WPMF世界スーパーウェルター級王者。タイを練習の拠点とし、現在ではアジア・欧米を問わず各国で試合を求める。

## 来歴
1998年、武田幸三と判定ドロー。
2002年4月、松浦信次と対戦、壮絶な死闘になり2度ダウンを奪われた後に1回ダウンを奪い返す、しかしその後6度ダウンを奪われＫＯ負け。
2003年11月9日、瀬尾尚弘（同級3位）との王座決定戦で3R2分23秒左ハイキックでKO勝ちし、NKBウェルター級王座獲得。
2004年5月2日、石毛慎也（同級1位・前王者）戦でNKBウェルター級タイトルを防衛。10月7日、NKBウェルター級王座を返上しフリーになる。
2005年1月22日、タイのルンピニー・スタジアムでハッサン・ターカン（トルコ）に左ハイキックで1RKO勝ちを収め、WPMF世界スーパーウェルター級王座を獲得。
2005年2月23日、K-1 WORLD MAX 2005 〜日本代表決定トーナメント〜のスーパーファイトに参戦し、ファリッド・ヴィヨム（フランス）と対戦。1Rにハイキックでダウンを奪うものの延長ラウンドで判定負けを喫した。
2005年6月18日、IKUSAでUKF世界スーパーウェルター級王者のHAYATOと熱戦を展開。3Rを終了時点での判定1-0となりドローとなり、延長R終了時点で判定0-3負けとなった。だが、試合後、3R終了時点での集計に間違いがあったと発表され、3R終了2-0で判定勝ちと変更になった。
2005年10月12日、K-1 WORLD MAX 2005でジョン・ウェイン・パーに判定負け。
2006年4月5日、K-1 WORLD MAX 2006のオープニングファイトでソーレン・キングに判定勝ち。

## 戦績
- プロキックボクシング：23戦 12勝 8KO 9敗 2分

## 獲得タイトル
- 第2代NKBウェルター級王座
- 第2代WPMF世界スーパーウェルター級王座